# Mamografija
Mamografija je radiološka metoda rendgenskog pregleda uglavnom ženskih dojki, a rjeđe i muških prsa. Postupkom mamografije uočavaju se karakteristične kvržice i/ili mikrokalcifikacije u dojkama.
Provodi se posebnim uređajem - mamografom. Mamografija se koristi kao metoda probira za rano otkrivanje raka dojke. U Hrvatskoj se provodi Nacionalni program ranog otkrivanja raka dojke  Arhivirana inačica izvorne stranice od 7. travnja 2014. (Wayback Machine) pomoću mamografije, koji je Vlada Republike Hrvatske usvojila 29. lipnja 2006. godine. Program je u skladu s odrednicama Nacionalne strategije prevencije i ranog otkrivanja raka. Program se provodi tako da Zavod za javno zdravstvo „Dr. Andrija Štampar“ ženama u dobi od 50 do 69 godina na kućnu adresu šalje pozive za mamografsko snimanje s točno određenim terminom i lokacijom snimanja.
Usprkos činjenici da je probir za karcinom dojke pomoću mamografije dobro uhodan, korist od mamografije za sprječavanje smrtnosti od karcinoma dojke je dvojbena. Cochrane kolaboracija, međunarodna organizacija koja se bavi promicanjem medicine utemeljene na dokazima i izradom sustavnih pregleda - najkvalitetnijih dokaza o učinkovitosti postupaka u medicini - u istraživanju provedenom 2013. godine zaključuje da klinička istraživanja koja su propisno provela nasumično razvrstavanje žena u pokusne skupine nisu pronašla da probir mamografijom ima ikakav utjecaj na ukupnu smrtnost od karcinoma, uključujući karcinom dojke, tijekom 10 godina. Autori sustavnog pregleda pišu: "Ako pretpostavimo da probir mamografijom smanjuje smrtnost od karcinoma dojke za 15%, a da žene koje idu na mamografiju imaju rizik od pretjeranih dijagnoza i pretjeranog liječenja od 30%, to znači da će se na svakih 2000 žena koje se pozovu na mamografiju tijekom 10 godina kod jedne izbjeći smrt od karcinoma dojke, a 10 zdravih žena, kod kojih bez mamografije ne bi bila postavljena nikakva dijagnoza, nepotrebno će se liječiti. Nadalje, više od 200 žena od tih 2000 doživjet će značajan psihološki stres, uključujući tjeskobu i nesigurnost koja će trajati godinama zbog lažno pozitivnih nalaza." Autori zaključuju da je vrijeme da se preispita da li bi se univerzano mamografsko snimanje trebalo kao mjera probira provoditi u bilo kojoj dobnoj skupini.
U veljači 2014. u časopisu British Medical Journal objavljen je rad autora Millera i suradnika koji opisuje veliko istraživanje o probiru mamografijom koje je bilo provedeno u Kanadi i uključilo 89350 žena u dobi od 40 do 59 godina koje su praćene 25 godina. Rezultati istraživanja su pokazali da godišnja mamografija kod žena u dobi 40-59 godina ne smanjuje smrtnost od karcinoma dojke u odnosu na pregled ili uobičajenu skrb. Podatci pokazuju da se 22% otkrivenih invazivnih karcinoma dojke može smatrati "pretjeranim dijagnosticiranjem", odnosno da ne bi uzrokovali probleme, što je 1 pretjerano dijagnosticirani karcinom dojke na svake 424 žene koje su podvrgnute mamografiji u tom istraživanju .

## Vanjske poveznice
Nacionalni program ranog otkrivanja dojke  Arhivirana inačica izvorne stranice od 7. travnja 2014. (Wayback Machine)